# Цзіньхуа
Цзіньхуа (кит. спр. 金华市, піньїнь: Jīnhuá Shì) — місто-округ в східнокитайській провінції Чжецзян.

## Географія
Цзіньхуа розташовується у центрі провінції. Тут малі річки Дун'ян і Уї при злитті утворюють річку Цзіньхуа, притоку Цюйцзян (права твірна Фучунь).

### Клімат
Місто знаходиться у зоні, котра характеризується вологим субтропічним кліматом. Найтепліший місяць — липень із середньою температурою 29.8 °C (85.6 °F). Найхолодніший місяць — січень, із середньою температурою 5.9 °С (42.6 °F).
| Клімат Цзіньхуа         | Клімат Цзіньхуа | Клімат Цзіньхуа | Клімат Цзіньхуа | Клімат Цзіньхуа | Клімат Цзіньхуа | Клімат Цзіньхуа | Клімат Цзіньхуа | Клімат Цзіньхуа | Клімат Цзіньхуа | Клімат Цзіньхуа | Клімат Цзіньхуа | Клімат Цзіньхуа | Клімат Цзіньхуа |
| Показник                | Січ.            | Лют.            | Бер.            | Квіт.           | Трав.           | Черв.           | Лип.            | Серп.           | Вер.            | Жовт.           | Лист.           | Груд.           | Рік             |
| Середня температура, °C | 5,9             | 7,2             | 11,4            | 17,6            | 22,4            | 25,6            | 29,8            | 29,3            | 25              | 19,4            | 13,8            | 8               | 18              |
| Норма опадів, мм        | 60.9            | 99.1            | 142.4           | 174.5           | 220.4           | 241.2           | 112.3           | 90.7            | 115.6           | 69.5            | 57              | 44.8            | 1428.4          |
| Днів з опадами          | 13,8            | 15,1            | 18,5            | 18,1            | 18              | 16,4            | 12              | 12,3            | 12,2            | 11              | 11              | 12,2            | 170,6           |
| Вологість повітря, %    | 76.8            | 79.6            | 81.3            | 81.2            | 81              | 83.9            | 79.3            | 78              | 80.5            | 78.6            | 76.4            | 75              | 79.3            |
| ----------------------- | --------------- | --------------- | --------------- | --------------- | --------------- | --------------- | --------------- | --------------- | --------------- | --------------- | --------------- | --------------- | --------------- |
| Джерело: Weatherbase    |                 |                 |                 |                 |                 |                 |                 |                 |                 |                 |                 |                 |                 |

## Адміністративний поділ
Міський округ поділяється на 2 райони, 4 міста і 3 повіти:
| Карта                                                  | Карта    | Карта    | Карта            |
| ------------------------------------------------------ | -------- | -------- | ---------------- |
| Ланьсі Пуцзян Учен Цзіньдун Їу Уї Юнкан Дун'ян Паньань |          |          |                  |
| Статус                                                 | Назва    | Оригінал | Населення (2020) |
| Район                                                  | Учен     | 婺城区   | 957 055          |
| Район                                                  | Цзіньдун | 金东区   | 506 935          |
| Місто                                                  | Дун'ян   | 东阳市   | 1 087 950        |
| Місто                                                  | Їу       | 义乌市   | 1 859 390        |
| Місто                                                  | Ланьсі   | 兰溪市   | 574 801          |
| Місто                                                  | Юнкан    | 永康市   | 964 203          |
| Повіт                                                  | Паньань  | 磐安县   | 177 161          |
| Повіт                                                  | Пуцзян   | 浦江县   | 460 726          |
| Повіт                                                  | Уї       | 武义县   | 462 462          |